# Megacyllene bonplandi
Megacyllene bonplandi là một loài bọ cánh cứng trong họ Cerambycidae.